# (36263) 1999 XB147
1999 XB147 (asteroide 36263) é um asteroide da cintura principal. Possui uma excentricidade de 0.15521290 e uma inclinação de 7.19609º.
Este asteroide foi descoberto no dia 7 de dezembro de 1999 por Spacewatch em Kitt Peak.